# Odtłuszczanie
Odtłuszczanie – oczyszczenie powierzchni z wszelkich zabrudzeń typu kurz, brud, oleje, smary. Wykonywane przez natryskiwanie środków aktywujących i ścieranie, mycie lub kąpiel w odpowiednich mieszaninach. Stosowane jest przed wieloma procesami obróbki powierzchniowej, malowaniem, obróbką galwaniczną, anodowaniem aluminium, lutowaniem, klejeniem.